# Ácido 4-formilbenzeno-1,3-dissulfônico
Ácido 4-formilbenzeno-1,3-dissulfônico é o composto orgânico de fórmula C7H6O7S2 e massa molecular 266,25. É classificado com o número CAS 88-39-1 e número MDL MFCD00450438. É intermediário na síntese de diversos corantes.
É comercializado na forma de seu sal de sódio, hidrato, de fórmula C7H6O7S22Na.H2O, massa molecular 328,228, classificado com o número CAS	207291-88-1, CBNumber CB6973025 e MOL File 207291-88-1.mol, de densidade 0,79 g/mL a 20 °C, que é uma substância irritante.